# MS Oosterdam
 (juillet 2010).
Le MS Oosterdam est un navire de la compagnie Holland America Line, il porte le nom du point cardinal « est » de la rose des vents.

## Ponts
L’Oosterdam dispose de 11 ponts :
- Pont 1 : Main
- Pont 2 : Lower Promenade
- Pont 3 : Promenade
- Pont 4 : Upper Promenade
- Pont 5 : Verandah
- Pont 6 : Upper verandah
- Pont 7 : Rotterdam
- Pont 8 : Navigation
- Pont 9 : Lido
- Pont 10 : Observation
- Pont 11 : Sport

### Pont 1 - Main
Le pont "Main" dispose de :
- Theatre "Vista"
- Bureau des excursions
- Atrium

### Pont 2 - Lower Promenade
Le pont "Lower Promenade" dispose de :
- Theatre "Vista" (Balcon)
- Piano bar
- Casino
- Bar "Sport"
- Discothèque "Northen light"
- Centre d'art culinaire
- Salon "Queen's"
- Grille "Pinnacle"
- Atrium
- Bar "Pinnacle"
- Salon "Explorer's
- Restaurant "Vista"

### Pont 3 - Promenade
Le pont "Promenade" dispose de :
- Theatre "Vista" (Balcon)
- Boutique de luxe "Marabella"
- Salon "Half Moon"
- Salon "Hudson"
- Boutique
- Salon "Stuyvesant"
- Librairie "Erasmus"
- Atrium
- Bar "Ocean"
- Galerie photos
- Restaurant "Vista"

### Pont 7 - Rotterdam
Le pont "Rotterdam" dispose de :
- Salon "Neptune"
- Concierge

### Pont 9 - Lido
Le pont "Lido" dispose de :
- Centre de fitness
- Salon de thérapie
- Spa
- Suite thermale
- Piscine
- Piscine "Lido"
- Bar "Lido"
- Grille
- Restaurant "Lido"
- Piscine avec vue sur mer
- Bar avec vue sur mer

### Pont 10 - Observation
Le pont "Observation" dispose de :
- Café "Exploration"
- Dôme de la piscine
- Video arcade
- Club "Hal"

## Galerie

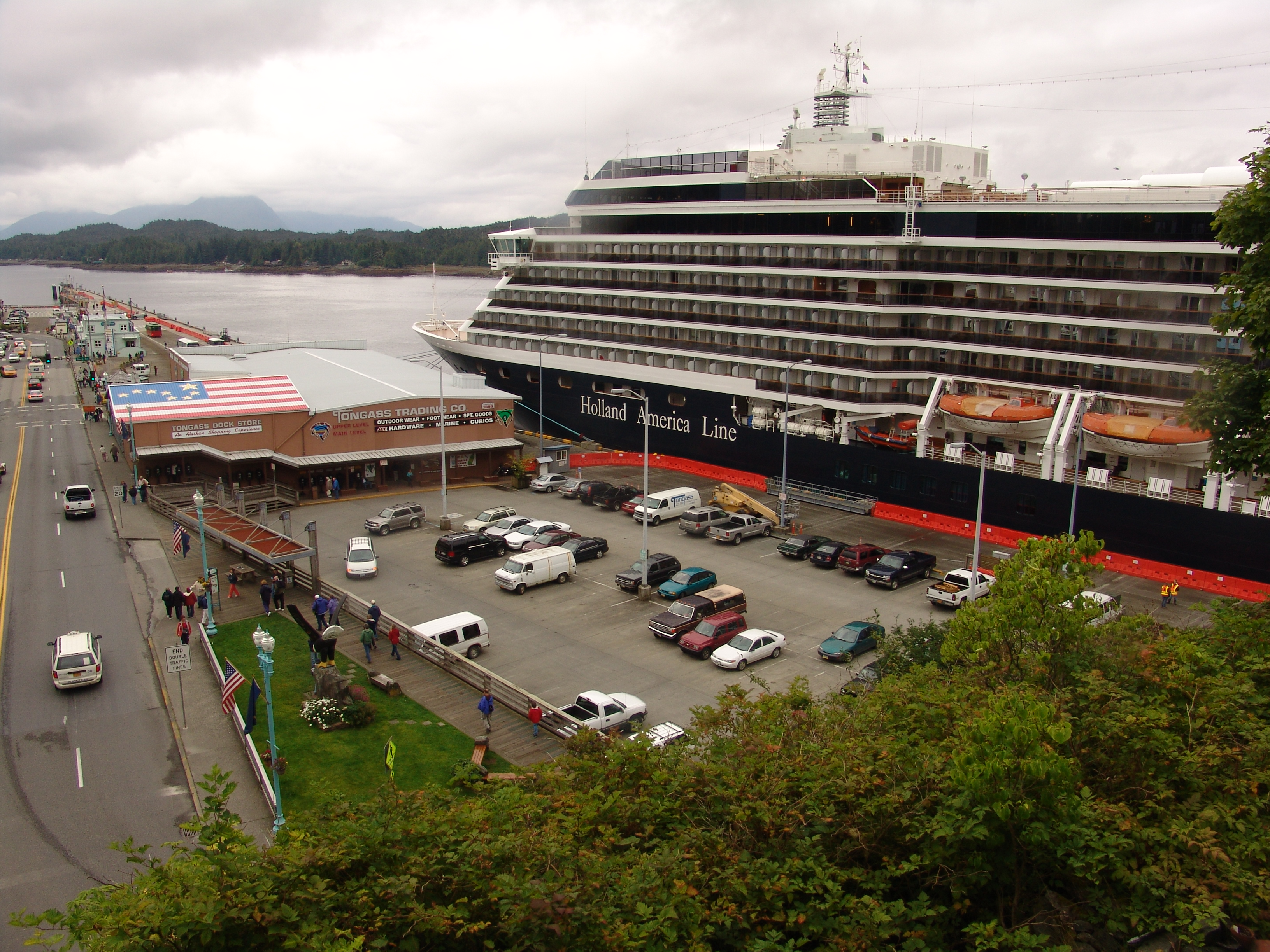
Le Ms Oosterdam
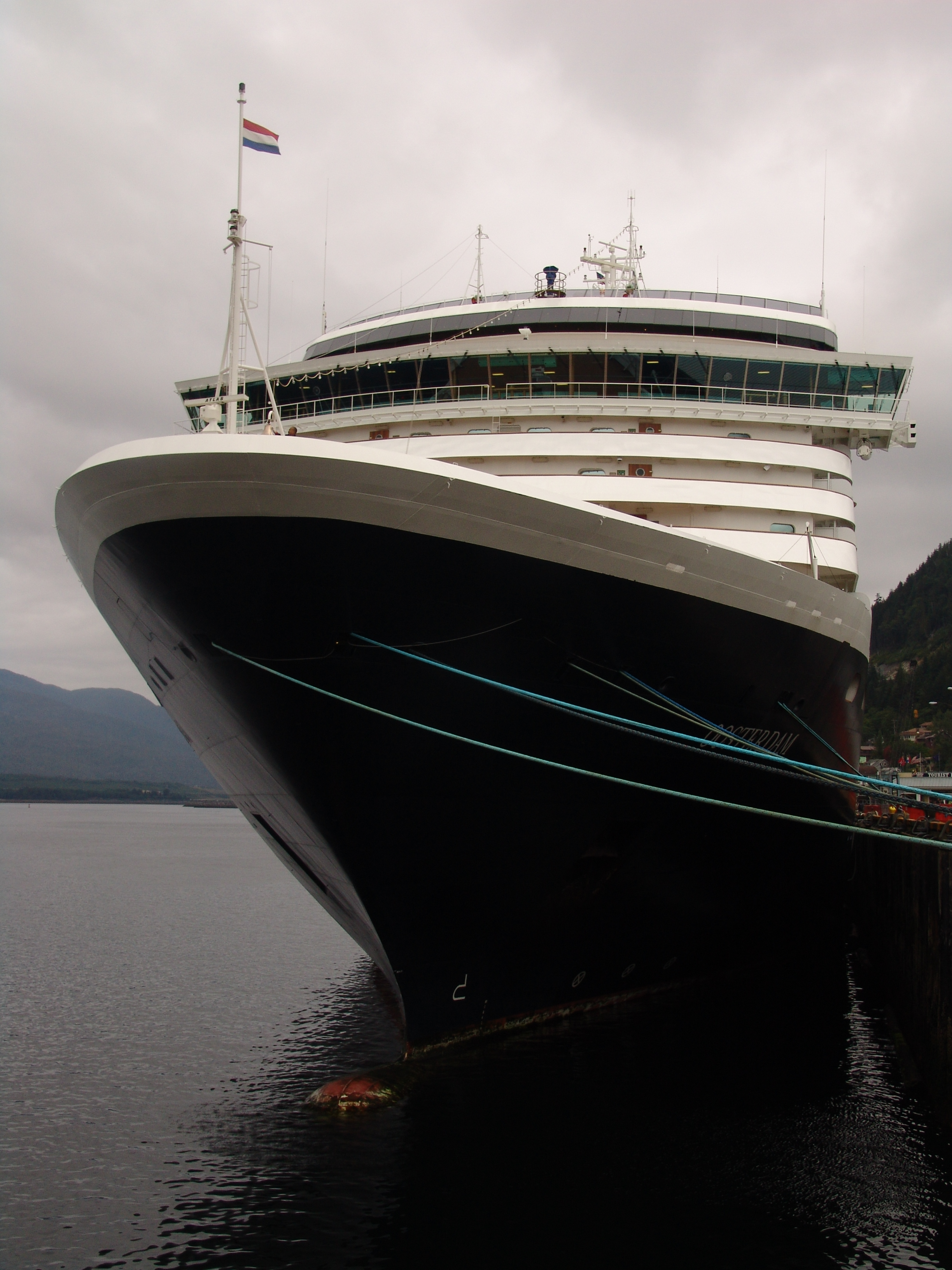
La proue du Ms Oosterdam
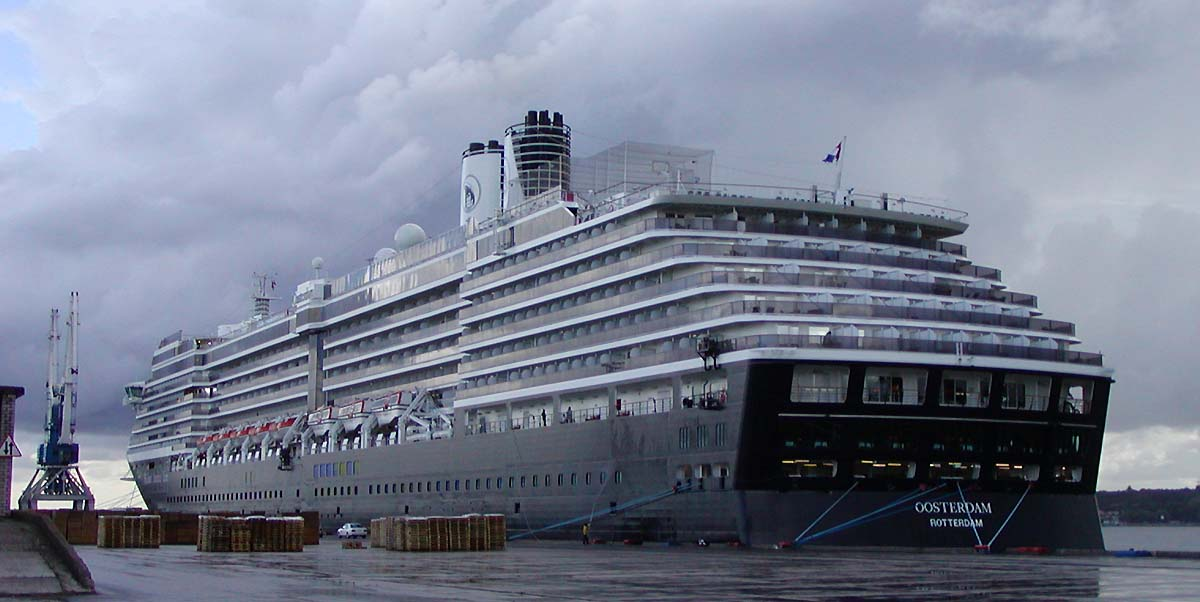
Le Ms Oosterdam à Tallinn
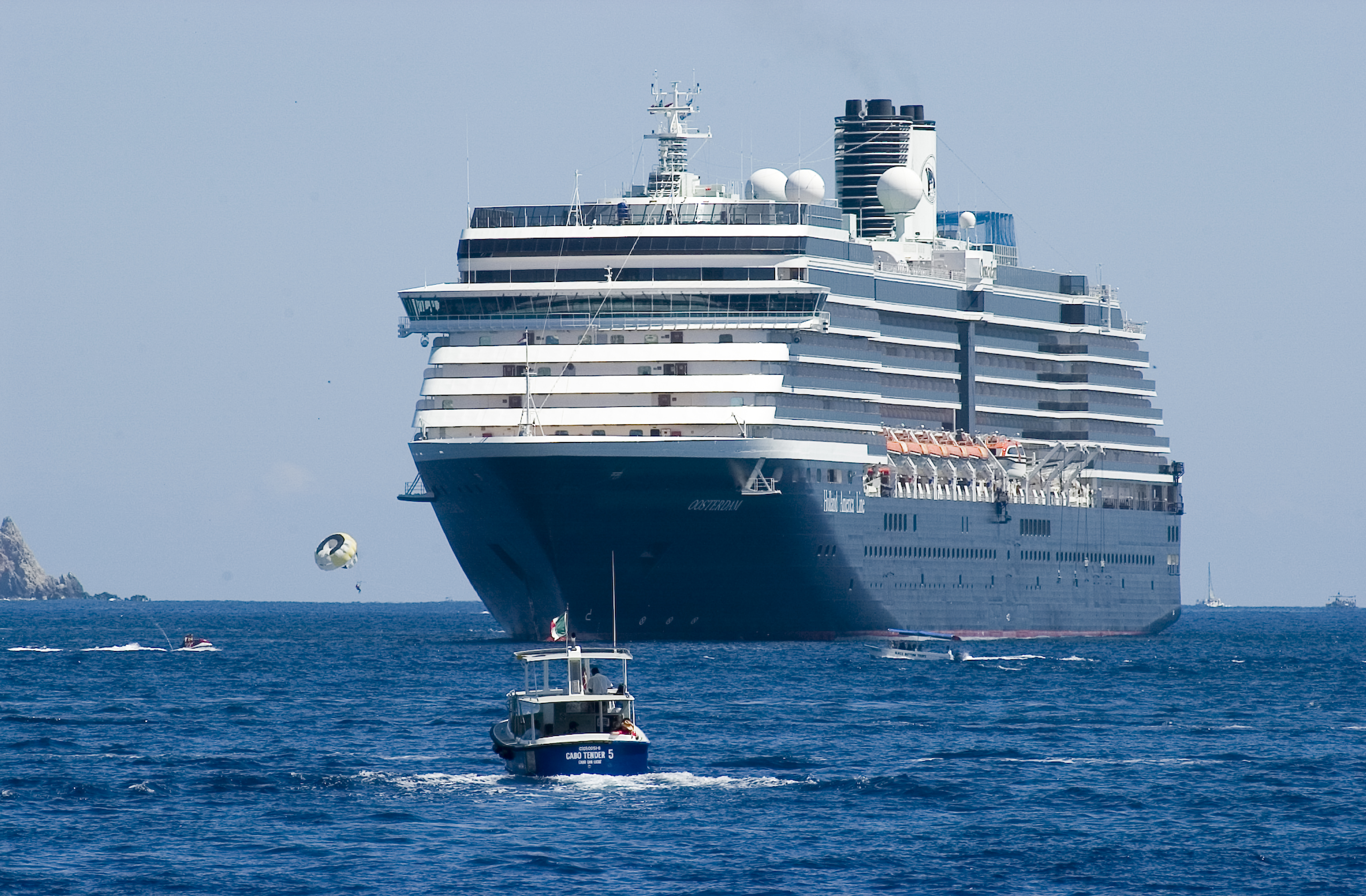
Le Ms Oosterdam à Cabo San Luca